# Mania de Você
Mania de Você é uma telenovela brasileira, produzida e exibida pela TV Globo de 9 de setembro de 2024 a 28 de março de 2025, em 173 capítulos. Substituiu Renascer e foi substituída por Vale Tudo, sendo a 23ª novela das nove da emissora. 
Criada e escrita por João Emanuel Carneiro, com colaboração de Eliane Garcia, Marcia Prates, Marina Luisa Silva, Zé Dassilva, Vincent Villari e Marta Rangel, conta com a direção de Isabella Teixeira, Philippe Barcinski, Guilherme Azevedo, Igor Verde e Walter Carvalho, sob a direção geral de Noa Bressane e direção artística de Carlos Araújo.
Conta com Gabz, Agatha Moreira, Chay Suede, Nicolas Prattes, Adriana Esteves, Mariana Ximenes, Eliane Giardini e Thalita Carauta nos papéis centrais.

## Enredo

### Primeira fase
Nascidas no mesmo dia, em situações distintas, duas jovens de diferentes classes sociais têm seus caminhos cruzados, unidas por coincidências que vão além de uma data de aniversário. De origem humilde e criada por Marcel (Bukassa Kabengele), Viola (Gabz) se muda para uma ilha em Angra dos Reis junto de seu namorado, Mavi (Chay Suede), após ele ser contratado para trabalhar na Zontex, uma empresa de segurança de computadores. Nesta nova vida, Viola conhece Luma (Agatha Moreira), uma rica estudante de gastronomia que a apresenta os princípios da culinária e se torna sua amiga, formando uma forte conexão.
Luma sofre com a pressão de Ramiro Molina (Rodrigo Lombardi), um empresário rico e inescrupuloso, que a criou como filha, mas não é seu verdadeiro pai biológico. No passado, a mãe de quem Luma herdou seus bens, Cecília (Simone Spoladore), morreu em trabalho de parto, e o verdadeiro pai de Luma, Alfredo (Fábio Assunção), foi morto por Molina para que este pudesse controlar o patrimônio da filha. Quem sabe de todos os segredos de Molina é Mércia (Adriana Esteves), sua governanta e também comparsa e amante do empresário. Os dois são pais de Mavi, mas além de ter abandonado o filho com o ex-marido, Nahum (Ângelo Antônio), ela ocultou sua verdadeira paternidade.
Infeliz no relacionamento com Mavi, Viola o trai com o caiçara Rudá (Nicolas Prattes), namorado de Luma. A descoberta, manipulada por Molina, faz com que a amizade das duas fique abalada, e inicia uma rivalidade entre Rudá e Mavi. Em meio às desavenças do quarteto principal, Molina é misteriosamente assassinado e Viola, Rudá, Mavi, Luma e Mércia aparecem como os principais suspeitos do crime. Luma, por ter descoberto os crimes que o falso pai cometeu contra ela; Mércia, pela relação tóxica e submissa que mantinha com o vilão; Mavi, por ter descoberto que Molina é seu pai e a relação doentia que este mantém com Mércia; Viola, por ter sido assediada por Molina; e Rudá, para proteger sua amada. Este último acaba como principal suspeito do crime, e por armação de Mavi, é forçado a fugir para Portugal.
Em Angra dos Reis, na Ilha do Corvo, também mora a milionária Berta (Eliane Giardini). Ela sente a falta do filho Henrique (Antonio Saboia), que vive no exterior com a esposa, Ísis (Mariana Ximenes), e o filho pequeno, Tomás (Miguel Bottini). Após Henrique descobrir que Ísis mantinha um caso com Guga (Allan Souza Lima), o barqueiro da família, ele decide se separar da mulher. Sabendo que podia sair em desvantagem com a separação, Ísis convence Guga a matar Henrique e ele cumpre o favor, mas o assassino acaba chantageando-a logo depois em troca do seu silêncio. E durante uma tentativa de invasão na casa de Berta, a ricaça mata Guga numa ação de legítima defesa, para alívio de Ísis.

### Segunda fase
Dez anos depois do assassinato de Molina, os personagens voltam a se encontrar em Angra dos Reis, desta vez no Resort Albacoa, fundado por Mavi com o dinheiro que adquiriu após ter dado um golpe em Luma e ficar com toda sua herança. O novo ricaço conta como aliado o irmão de Rudá, Iberê (Jaffar Bambirra), que convenceu os caiçaras a venderem suas terras para a construção do resort em oposição à tia, Moema (Ana Beatriz Nogueira) — ela, como o resto dos caiçaras, agora vive na humilde comunidade vizinha ao local, Sururu. Rudá, após fugir da tentativa de ser incriminado pelo assassinato de Molina, acaba por cair em esquema de exploração sexual em Portugal por culpa de Mavi. Ele engata um romance com a portuguesa Filipa (Joana de Verona), mas nunca esquece sua paixão por Viola, e decide voltar para o Brasil após ver sua antiga amada na televisão. Viola realizou seus sonhos, estudou gastronomia na França e venceu um reality show de culinária. Com a fama, abre seu próprio restaurante no Resort Albacoa, o Voilà Violeta, sem saber que tudo não passa de um plano do vilão para tê-la por perto novamente, já que Mavi, na frente de Viola, finge ser um humilde recepcionista do hotel, e a manipula tentando reconquistá-la. Já Luma, após perder sua fortuna e se frustrar na tentativa de continuar sendo cozinheira, passa a lutar pra sobreviver em São Paulo, chegando a morar na rua e trabalhar como garçonete, faxineira e motorista de aplicativo. Após também ver Viola na TV, e relembrando a cumplicidade durante a origem da carreira da chef, Luma decide procurar pela ex-amiga, que a oferece um emprego no restaurante. Assim, as protagonistas se reencontram e tentam retomar a amizade lidando com o resultado das intrigas e os sentimentos conflituosos do passado.
Após a morte do filho, Berta se tornou apegada ao neto, o agora jovem e rebelde Tomás (Paulo Mendes), mas nem imagina que ele pode ser na verdade filho de Guga. A questão volta a tona quando Leidi (Thalita Carauta), antiga amante de Guga, começa a chantagear Ísis, pois sabia do antigo envolvimento da megera com o barqueiro. Com isto, passa a viver no mesmo teto em que Ísis e Berta, trazendo junto seu marido, Sirlei (David Junior) e sua filha Evelyn (Gi Fernandes), por quem Tomás se interessa. Ísis ainda é irmã de Michele (Alanis Guillen), cozinheira do Voilà Violeta e moradora da comunidade, que namora o colega de trabalho, Cristiano (Bruno Montaleone). Tentando mudar de vida e se livrar das dívidas deixadas por Geraldo (José Augusto Branco), pai de Ísis e Michele, o casal se muda para Lisboa, mas, assim como Rudá, caem no esquema de exploração sexual. Para piorar a situação, Cristiano é preso. Michele retorna ao Brasil, onde encontra a ajuda financeira do arquiteto Daniel (Samuel de Assis) para tentar tirar o amado da cadeia.
No condomínio do Resort Albacoa vive também o braço-direito de Mavi e parceiro em suas armações, Hugo (Danilo Grangheia). Ele é marido de Diana (Vanessa Bueno), e deseja que a filha dos dois, Bruna (Duda Batsow), se relacione com Tomás devido à fortuna da família deste. Diana acaba virando amiga e confidente da vizinha, Fátima (Mariana Santos), uma dona de casa que sofre com os abusos e desprezo do marido, Robson (Eriberto Leão), um mulherengo que, por sua vez, se interessa por Diana. Para o desgosto de Hugo, Bruna termina com Tomás após descobrir o seu relacionamento com Evelyn e passa a namorar Iarley (Lucas Wickhaus), um jovem desocupado que engana a mãe, Dhu (Ivy Souza), dizendo que faz faculdade, mas, na verdade, usa do dinheiro para curtir a vida. Cozinheira de mão cheia, Dhu vende doces no resort e sofre para sustentar toda a família, incluindo o marido alcoolista e infiel, Edmilson (Érico Brás), a filha Lorena (Liza Del Dala), e o neto pequeno, Lucas, mas ganha uma chance de mudar de vida ao receber uma oportunidade de trabalho no restaurante de Viola.

### Terceira fase
Mavi, na tentativa de impedir que Viola e Rudá se casem, descobre que o caiçara voltou para o Brasil e deixou Filipa em Portugal sem dar mais notícias. O vilão decide trazer a portuguesa para o Brasil e ao chegar, ela revela estar grávida de Rudá. Após ter o dia de seu casamento com Rudá arruinado, Viola foge, mas acaba caindo numa mata. Ela é resgatada por Mavi, que a leva para um bunker para cuidar de seus ferimento e a mantém como prisioneira, dopando-a e manipulando a realidade para que ela acredite no que ele conta. Tentando se livrar de Mavi, a cozinheira consegue fugir até um helicóptero e, desesperada, obriga o piloto a levantar vôo mesmo com uma forte tempestade, que acaba cai em alto mar após apresentar uma pane. Viola é então dada como morta pelas autoridades, já que seu corpo não é encontrado. Enquanto isso, Rudá é preso após cair em uma armação de Filipa, e também é condenado pelo assassinato de Molina, com a ajuda de um vídeo editado por Mavi, que sempre foi o verdadeiro assassino. 
O tempo passa e Mavi e Luma se reaproximam devido ao luto pela "morte" de Viola e se casam, com a benção de Mércia. Mas a cozinheira na realidade sobreviveu ao acidente e retorna planejando se vingar de ambos com a ajuda do irmão de criação, Rhodes (Leonardo Bittencourt) e o amante de Mércia, Volney (Paulo Rocha), anteriormente humilhado por Mavi  Ela usa a culpa que Luma sente por tê-la acusado falsamente de roubar sua carreira e a obsessão de Mavi para se reaproximar da dupla, voltar ao comando do restaurante, e levá-los a falência, ao mesmo tempo que tenta encontrar provas que possam inocentar Rudá. Porém, Mércia não se deixa enganar por Viola e frustra os planos da chef com a ajuda de um comparsa, Molina. O grande vilão ressurge e é revelado ao público que durante todo este tempo ele forjou a própria morte, vivendo escondido na Suíça e sendo acobertado por Mércia.
Berta e Sirlei se casam no exterior, para o desgosto de Leidi, que se irrita com a traição do então marido, e de Ísis, que não consegue esconder a insatisfação com a nova era da ex-sogra e vê sua situação piorar, sabendo que pode dividir a bolada com mais uma pessoa. Berta também ganha um novo braço direito: Fátima, que aparentemente consegue se libertar dos abusos de Robson, se tornando uma mulher fina e elegante, mas acaba tendo uma recaída com este e se descobre grávida do ex-marido. Já Nahum sofre com o falecimento de Moema e é consolado por Iberê, que muda de personalidade após descobrir ser o pai do filho de Lorena, se arrependendo das maldades cometidas contra a tia e seu envolvimento no tráfico humano – como na prisão de Cristiano, que após este tempo consegue a liberdade e encontra a namorada, Michele, vivendo feliz em um romance com o patrão, Daniel.

## Elenco
| Intérprete           | Personagem                         |
| -------------------- | ---------------------------------- |
| Gabz                 | Viola Silva                        |
| Agatha Moreira       | Luma Molina Gurgel                 |
| Chay Suede           | Mavi Salama                        |
| Nicolas Prattes      | Rudá Bocaiúva / Leon Martinho      |
| Adriana Esteves      | Mércia Alves / Sônia Rangel        |
| Mariana Ximenes      | Ísis dos Santos Cavalcanti         |
| Eliane Giardini      | Roberta Pereira Cavalcanti (Berta) |
| Thalita Carauta      | Leidiane dos Anjos (Leidi)         |
| David Junior         | Sirlei dos Anjos                   |
| Leonardo Bittencourt | Rhodes Silva (Rod)                 |
| Jaffar Bambirra      | Iberê Bocaiúva                     |
| Paulo Rocha          | Volney Castro                      |
| Bukassa Kabengele    | Marcel Silva                       |
| Ana Beatriz Nogueira | Moema Bocaiúva                     |
| Ângelo Antônio       | Nahum Salama                       |
| Alanis Guillen       | Michele dos Santos Nogueira        |
| Samuel de Assis      | Daniel Fischer                     |
| Mariana Santos       | Fátima Lóes Santini                |
| Eriberto Leão        | Robson Santini                     |
| Vanessa Bueno        | Diana Gomez Castro                 |
| Danilo Grangheia     | Hugo Gomez                         |
| Joana de Verona      | Filipa Junqueira / Irene           |
| Ivy Souza            | Dulce Carvalho (Dhu)               |
| Paulo Mendes         | Tomás Pereira Cavalcanti           |
| Gi Fernandes         | Evelyn dos Anjos                   |
| Duda Batsow          | Bruna Gomez Castro                 |
| Lucas Wickhaus       | Iarley Carvalho                    |
| Liza Del Dala        | Lorena Carvalho                    |
| Bruno Montaleone     | Cristiano Nogueira                 |
| Igor Cosso           | Gael                               |
| Érico Brás           | Edmilson Carvalho                  |
| Bruno Quixotte       | Wagner                             |
| Dani Barros          | Luzia                              |
| Pedro Sol Victorino  | Caio (Sumiu)                       |
| Vitória Valentin     | Isabela (Bela)                     |
| Louise Marrie        | Dulce                              |

### Participações especiais
| Intérprete          | Personagem                           |
| ------------------- | ------------------------------------ |
| Rodrigo Lombardi    | Ramiro Molina (Molina) / Julius Eyer |
| Simone Spoladore    | Cecília Molina Gurgel                |
| Fábio Assunção      | Alfredo                              |
| Jussara Freire      | Irmã Sônia Rangel / Mércia Alves     |
| Allan Souza Lima    | Gustavo Flores Rocha (Guga)          |
| Antonio Saboia      | Henrique Pereira Cavalcanti          |
| Roberto Birindelli  | Santiago Neville (Gringo)            |
| Gisele Fróes        | Regina Albuquerque Gurgel            |
| José Augusto Branco | Geraldo dos Santos                   |
| Rei Black           | Gavião                               |
| Carol Macedo        | Dimalice                             |
| Ravel Andrade       | Mosquito                             |
| Cadu Libonati       | Walter                               |
| Victoria Rossetti   | Aparecida (Cida)                     |
| Débora Lamm         | Magda Mendonça                       |
| Dandara Albuquerque | Sandra                               |
| Ricardo Pavão       | Almeida                              |
| Ivone Hoffmann      | Madre Cacilda                        |
| Nill Marcondes      | Leo Caravelli                        |
| Rayssa Bratillieri  | Rebeca                               |
| André Abujamra      | Bóris Slovenko                       |
| Isio Ghelman        | Leonardo                             |
| Ana Paula Botelho   | Lurdes                               |
| Magda Gomes         | Marlete Tresoitão / Zuleide          |
| Paulo Vespúcio      | Edinho                               |
| Pierre Baitelli     | Douglas                              |
| Rita Porto          | Ana                                  |
| Bernardo Felinto    | Joaquim                              |
| Mumuzinho           | Marco (corretor da MRV)              |
| Claude Troisgros    | Ele mesmo                            |
| Tiago Iorc          | Ele mesmo                            |
| Julia Mestre        | Ela mesma                            |
| Jade Picon          | Ela mesma                            |
| PK                  | Ele mesmo                            |
| Marina Sena         | Ela mesma                            |
| Pocah               | Ela mesma                            |
| MC Daniel           | Ele mesmo                            |
| Thiaguinho          | Ele mesmo                            |
| Juliana Alves       | Aparecida Mendes (Cida)              |
| Valesca Popozuda    | Ela mesma                            |

## Produção
Após a boa repercussão de Todas as Flores, trama original do serviço de streaming Globoplay por ter sido promovida à plataforma em uma ação estratégica da TV Globo, antecipando Travessia, de Gloria Perez, para substituir Pantanal em 2022, João Emanuel Carneiro apresentou uma nova sinopse para avaliação no horário das nove, sendo aprovada posteriormente. A trama recebeu o título de Mania de Você e foi apresentada ao público no evento Upfront 2024, realizado no dia 19 de outubro de 2023, sendo confirmada como a substituta de Renascer. Para compor a direção da trama, foi confirmado o nome de Carlos Araújo, repetindo a mesma parceria de Todas as Flores.

### Gravações
As gravações tiveram início no dia 27 de maio de 2024, com as primeiras cenas sendo gravadas no Rio de Janeiro, São Paulo, Angra dos Reis, Copacabana e em Lisboa.

### Escolha do elenco

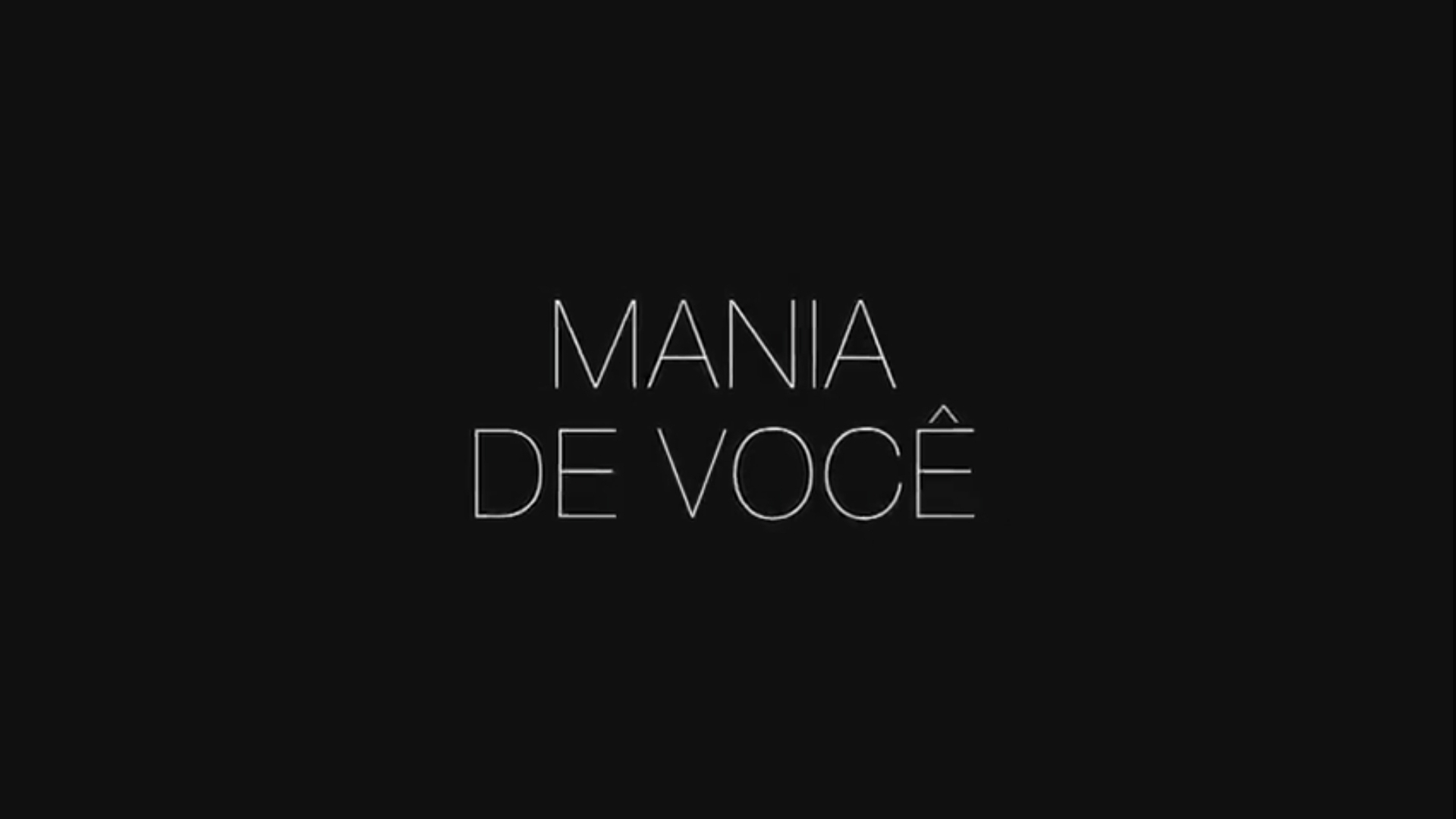
Logotipo provisório da telenovela, usado durante a campanha de divulgação na Rio2C e nas redes sociais da TV Globo.

Chay Suede foi o primeiro nome confirmado no elenco no papel do co-protagonista Franco, que mais tarde teve seu nome alterado para Rudá. Na sequência, Gabriel Leone chegou a ser anunciado para o papel do antagonista Mavi, trabalho que marcaria seu retorno as novelas desde Um Lugar ao Sol (2021), porém a informação acabou sendo desmentida pelo mesmo em entrevista à jornalista Heloísa Tapolan, alegando que precisava descansar sua imagem após o término das gravações da série Senna. Posteriormente, Suede teve seu papel trocado, ficando com o antagonista, enquanto a emissora ainda analisava o nome para o mocinho da trama, realizando testes com dez atores, entre eles Pablo Morais e Filipe Bragança. Morais foi reprovado nos testes, mas tinha sido confirmado na trama ficando com outro papel, enquanto que Bragança estava escalado para compromissos no cinema. O papel acabou ficando com Nicolas Prattes, recém-saído de Fuzuê (2023),  primeiro no horário nobre Morais, posteriormente deixaria a novela, com a decisão sendo tomada em "acordo comum".
Para interpretar a protagonista Viola — cujo nome foi inspirado na atriz estadunidense Viola Davis — a imprensa indicava a preferência por Taís Araújo no papel, com quem já trabalhou em outros projetos anteriores como Da Cor do Pecado (2004), Cobras & Lagartos (2006) e A Favorita (2008), porém a atriz negou as informações de que teria recebido o convite do autor para interpretar a personagem, afirmando ter sido pega de surpresa com as declarações. Posteriormente, Gabz foi confirmada para defender a personagem, marcando sua primeira protagonista na televisão e seu retorno ao horário nobre desde Viver a Vida (2009), onde fez uma participação especial como a personagem de Araújo na adolescência. Para o papel de Luna — que posteriormente foi renomeada como Luma —, circulavam os nomes de Paolla Oliveira ou Letícia Colin, esta última que ganhou destaque em outros projetos do autor como Segundo Sol (2018) e Todas as Flores, porém, Agatha Moreira acabou sendo escalada para o papel. Murilo Benício havia sido confirmado como o antagonista Ramiro Molina, onde repetiria a parceria com Adriana Esteves desde Avenida Brasil (2012), porém o ator deixou a produção após não chegar a um acordo com a emissora, sendo substituído por Rodrigo Lombardi. Esteves emplaca a sua terceira vilã em uma novela de Carneiro, depois de Carminha em Avenida Brasil e Laureta em Segundo Sol. Já Lombardi interpreta mais um vilão na faixa das nove depois de Moretti em Travessia (2022–23), apesar de fazer apenas uma participação especial na primeira fase da novela.
Outros nomes confirmados no elenco foram Alanis Guillen, Thalita Carauta, Ângelo Antônio, Ana Beatriz Nogueira, Mariana Ximene, Eliane Giardini, Antonio Saboia, Mariana Santos e Bukassa Kabengele. Guillen foi escalada para interpretar Michele, uma personagem de enorme importância na trama, marcando seu retorno às novelas desde Pantanal (2022). A atriz havia sido escalada anteriormente para protagonizar Amor Perfeito (2023), porém recusou o convite alegando que precisava descansar sua imagem após um papel marcante como Juma Marruá em Pantanal. Carauta foi confirmada enquanto ainda estava gravando a reta final de Elas por Elas (2023), sendo escalada a pedido do autor, que gostou do trabalho da atriz em Segundo Sol e Todas as Flores. Antônio e Nogueira também foram escalados após seus trabalhos em Todas as Flores.
Ximenes retorna ao horário nobre desde Passione (2010) e retoma a parceria com Emanuel desde Cobras & Lagartos e A Favorita. Ao contrário da sua última novela no horário das nove quando ficou com a maquiavélica Clara, Mariana dará vida à vigarista Ísis. Giardini foi confirmada no elenco após ter sido elogiada em sua participação especial em Terra e Paixão (2023) e retoma a parceria com JEC desde Avenida Brasil, ficando com o papel da milionária Berta. Ausente do horário nobre desde Em Família (2014), Saboia foi confirmado no papel de Henrique, filho de Berta e marido de Ìsis. Já Santos e Kabengele fazem a sua estreia na faixa das nove, com a primeira tendo sido escalada de última hora em Elas por Elas, quando substituiu Monica Iozzi no papel de Natália, sendo uma das destaques da trama e o segundo depois de uma participação especial em Amor Perfeito. Fábio Assunção, Samuel de Assis e Bruno Montaleone foram apontados pela imprensa para integrarem o elenco, porém suas escalações até aquele momento não haviam sido confirmadas. Assunção posteriormente seria confirmado para fazer apenas uma participação especial na trama, sendo o par de Simone Spoladore, com a última voltando ás telenovelas desde Éramos Seis (2019). Os dois interpretam Cecília e Alfredo, os pais de Luma na trama, com a primeira morrendo durante o parto de Luma e o segundo sendo vítima da armação de Molina, estando previsto até então que os dois personagens morreriam vítimas de uma emboscada do vilão. Inicialmente, Alinne Moraes faria o par de Assunção, mas assim como Murilo Benício, a atriz também não chegou a um acordo com a Globo. Logo depois, Fábio seria confirmado em Garota do Momento, a novela das 18h, substituta de No Rancho Fundo (2024). Outro nome que havia sido anunciado era o de Eduardo Sterblitch, que assim como Fábio e Collin, acabou indo para a trama das seis.
Especulado inicialmente, Assis acabou sendo confirmado no elenco, retornando ao horário nobre desde a sua participação especial em Avenida Brasil, além de ter se destacado como Ben em Vai na Fé (2023), ficando com um dos pares românticos da personagem de Alanis. Além de Samuel, Bruno Montaleone, Duda Batsow e Vanessa Bueno também foram confirmados na trama, com os quatro voltando à faixa das nove, com o primeiro desde O Outro Lado do Paraíso (2017), a segunda desde Amor de Mãe (2019) e participando de mais uma trama de João Emanuel, a qual firmou parceria em Todas as Flores e a terceira desde Babilônia (2015), voltando a ter um papel fixo na TV Globo, a qual não possuía desde O Tempo Não Para (2018). Já Eriberto Leão emendou um novo personagem na faixa após Terra e Paixão. Inicialmente convidada para fazer uma participação especial como Dindinha, uma pessoa importante do passado de Mércia, Ana Lúcia Torre recusou o convite por conta de compromissos no teatro. Em seu lugar, Jussara Freire assumiu a personagem.
Apesar de interpretar uma das personagens principais, Ana Beatriz Nogueira ficaria na novela até o capítulo 98, exibido em 31 de dezembro de 2024, uma vez que deixaria a trama para cuidar da sua saúde, já que a atriz sofria de esclerose múltipla. As últimas cenas de Moema foram gravadas no dia 16 do mesmo mês e o desfecho escolhido para a personagem foi a sua morte após fazer uma revelação que mudaria os rumos da história principal. Outro ator que deixou a novela antes do esperado foi Nicolas Prattes, uma vez que seu personagem, Rudá, sofria rejeição do público, além de ter as suas aparições cada vez mais reduzidas na história, fazendo com que o mesmo pedisse para sair da novela. A última cena de Rudá foi gravada no dia 21 de fevereiro e levada ao ar no dia 27, com a exibição do capítulo 148.

## Exibição

### Divulgação
O primeiro teaser foi disponibilizado no dia 5 de junho de 2024 durante o evento Rio2C e sendo postado nas redes sociais da TV Globo.
O trailer oficial foi ao ar em 5 de agosto de 2024, durante o intervalo comercial de Renascer. Antes disso, um teaser foi postado nas redes sociais.

## Trilha sonora
A emissora divulgou no dia 27 de agosto o tema de abertura e a trilha sonora da novela através de uma playlist no seu perfil oficial do Spotify
- "Mania de Você", Anitta (tema de abertura)
- "Mania de Você (Ao Vivo)", Rita Lee part. Milton Nascimento (tema de Mavi, Luma, Rudá e Viola)
- "Escorpião", Jão (tema de Mavi)
- "Nós Nus", Leo Cavalcanti part. Caetano Veloso
- "Apesar de Querer", Rodrigo Alarcon part. Abacaxepa
- "Furacão", Ruxell part. Rafman, MC Mari e Maninho (tema de Evelyn)
- "Dano Sarrada (Remix)", Marina Sena part. Japãozin (tema de Mavi)
- "Pede Pra Eu Ficar (Listen To Your Heart)", Pabllo Vittar
- "Sad Baile", Julio Secchin
- "Hortelã", Maro
- "Coração Âncora", Céu e RDD
- "Bésame, Esqueça-me", Tiago Iorc e Julia Mestre
- "Flores da Rua", Samuel Rosa
- "O Amor Te Dá", Amanda Magalhães (tema de Viola)
- "Vumbora Amar", Adriana Calcanhotto part. Fran (Francisco Gil) e Ubunto (tema de Viola e Rudá)
- "Entre o Bem e o Mal", Johnny Hooker
- "Mais Feliz (Mania de Você)", Mariana Volker (tema de Rudá)
- "Onde Cabe Um, Cabe Dois", Wesley Safadão
- "Dia de Fluxo", AgroPlay part. Ana Castela e Ludmilla
- "Nosso Primeiro Beijo (Ao Vivo)", Gloria Groove (tema de Mércia e Wolney)
- "Skinny", Billie Eilish (tema de Luma)
- "Sauvignon", Black Pumas
- "The People's House", Bon Jovi
- "La Mer", Caetano Veloso
- "Good People", Mumford & Sons e Pharrell Williams
- "Lose Control", Teddy Swims (tema de Luma e Rudá)
- "Gossip", Måneskin e Tom Morello (tema de Ísis)
- "Back on 74", Jungle
- "Al Son que me Toquen Bailo", Ácido Pantera e LA-33
- "De Tanto Amor", Roberto Carlos (tema de Mavi e Luma)

## Repercussão

### Prêmios e indicações
| Ano  | Premiação                | Categoria                           | Indicação             | Resultado | Ref.    |
| ---- | ------------------------ | ----------------------------------- | --------------------- | --------- | ------- |
| 2024 | Prêmio Potências         | Atriz do Ano                        | Gabz                  | Indicada  | [ 160 ] |
| 2024 | Prêmio Potências         | Ator Coadjuvante                    | Bukassa Kabengele     | Indicado  | [ 160 ] |
| 2024 | Melhores do Ano          | Novela do Ano                       | João Emanuel Carneiro | Indicado  | [ 161 ] |
| 2024 | Melhores do Ano          | Melhor Ator de Novela               | Chay Suede            | Venceu    | [ 161 ] |
| 2024 | Melhores do Ano          | Melhor Atriz de Novela              | Adriana Esteves       | Indicada  | [ 161 ] |
| 2024 | Melhores do Ano          | Melhor Atriz de Novela              | Agatha Moreira        | Indicada  | [ 161 ] |
| 2024 | Melhores do Ano          | Revelação do Ano                    | Gabz                  | Indicada  | [ 161 ] |
| 2024 | Prêmio F5                | Novela do Ano                       | João Emanuel Carneiro | Indicado  | [ 162 ] |
| 2024 | Prêmio F5                | Atuação do Ano em Novela            | Chay Suede            | Indicado  | [ 163 ] |
| 2024 | Prêmio F5                | Atuação do Ano em Papel Coadjuvante | Adriana Esteves       | Indicado  | [ 164 ] |
| 2024 | Troféu Internet          | Melhor Novela                       | João Emanuel Carneiro | Indicado  | [ 165 ] |
| 2024 | Troféu Internet          | Melhor Ator                         | Chay Suede            | Venceu    | [ 165 ] |
| 2024 | Troféu Internet          | Melhor Ator                         | Nicolas Prattes       | Indicado  | [ 165 ] |
| 2024 | Troféu Internet          | Melhor Atriz                        | Adriana Esteves       | Indicada  | [ 165 ] |
| 2024 | Troféu Internet          | Melhor Atriz                        | Agatha Moreira        | Indicada  | [ 165 ] |
| 2024 | Troféu Imprensa          | Melhor Ator                         | Chay Suede            | Indicado  |         |
| 2024 | Troféu Imprensa          | Melhor Atriz                        | Adriana Esteves       | Indicada  |         |
| 2024 | Troféu Imprensa          | Melhor Novela                       | João Emanuel Carneiro | Indicado  |         |
| 2025 | Prêmio APCA de Televisão | Melhor Ator                         | Chay Suede            | Venceu    | [ 166 ] |
| 2025 | Prêmio APCA de Televisão | Melhor Atriz                        | Mariana Ximenes       | Indicada  | [ 166 ] |

### Audiência
Estreou com 23 pontos, segundo dados consolidados do Kantar IBOPE Media, referentes à Região Metropolitana de São Paulo, sendo a pior estreia do horário, superando Terra e Paixão (2023–24) que detinha a marca com 24,8 pontos. O segundo capítulo obteve um pequeno crescimento e registrou 23,9 pontos, chegando a 26 de pico. O terceiro capítulo registrou 22,2 pontos, ficando atrás até mesmo de Família É Tudo. O sexto capítulo registrou apenas 18,9 pontos.  Em 28 de setembro bateu outro recorde negativo com 18,4 pontos. Em 3 de outubro de 2024, igualou a marca do segundo capítulo e registrou 23,9 pontos. No dia 11, registrou apenas 15,4 pontos e foi superada pela reprise de Alma Gêmea no Vale a Pena Ver de Novo. Um dos motivos pela baixa audiência foi o fato de São Paulo ter sido totalmente atingida por um temporal, afetando até mesmo o fornecimento de energia elétrica na região.
Chegando a marca dos 80 capítulos em 10 de dezembro de 2024, a novela acumulou uma parcial de 21,4 pontos, superando Um Lugar ao Sol (2021–22) que registrou 22,3 pontos em todos os seus 119 capítulos, se transformando até aquele momento na pior média da história do horário das nove, sendo raro os momentos em que a novela atinge a casa dos 23 pontos, que ainda sim, são números totalmente baixos para a faixa, sendo também encostada por outros títulos de horários inferiores como Volta por Cima e No Rancho Fundo, que posteriormente seria substituída por Garota do Momento. A TV Globo chegou a discutir um encurtamento da trama em duas semanas por conta dos índices muito abaixo do esperado, mas optou por seguir o cronograma exposto no evento Upfront 2025 para evitar novos gastos com a mudança de planos.
Em 24 de dezembro de 2024 registrou 14,1 pontos e apesar de ser véspera de Natal, quando o número de televisores ligados costuma cair drasticamente, o índice registrado foi o pior de todos os tempos, até novamente ser superado no dia 31, quando registrou apenas 13,2 pontos, o pior da história da faixa, perdendo também para a reprise de Tieta (1989–90) no Vale a Pena Ver de Novo, superando a marca que antes pertencia a Travessia (2022–23).
Em uma tentativa de reverter os baixos índices, foi criada uma terceira fase em janeiro de 2025, causando até mesmo a volta de Molina, não estando nos planos da trama, onde o personagem só apareceria na primeira fase e não voltaria mais. Com as mudanças e aproveitando o período em que serviria de sala de espera para o Big Brother Brasil 25, a novela viu seus índices aumentarem consideravelmente, passando de 20 para 22 pontos e algumas máximas de 24, mas ainda não sendo o ideal para o horário nobre. A novela até mesmo foi acusada de ser a responsável pela baixa repercussão do BBB 25.
Em 12 de fevereiro de 2025 a novela pela primeira vez assumiu a vice-liderança por alguns minutos, o que não acontecia na faixa desde a reprise de Império (2014–15) em 2021. Apesar de ter consolidado 20 pontos em toda a sua exibição, sendo esse um dos piores resultados num dia comum, a trama foi batida em vários momentos pela transmissão do Campeonato Paulista de Futebol na Record, que exibia o Clássico Alvinegro entre Corinthians e Santos, chegando a registrar 17 pontos contra 19 da concorrente. Na média do confronto, a novela cravou 19,6 pontos contra 17,7 do jogo.
Em 17 de março de 2025 registrou o seu primeiro recorde desde a estreia com 24,2 pontos. No dia 26, em seu antepenúltimo capítulo, registrou seu segundo recorde com 25,1 pontos. Em seu penúltimo capítulo, transmitido no dia seguinte (27), registrou 19,7 pontos e fechou na vice-liderança, tendo o pior resultado da história da faixa desde a década de 1970. O motivo foi a disputa contra a final do Campeonato Paulista através do derby paulista.
O último capítulo registrou apenas 23,3 pontos e pico de 25, sendo o desfecho menos assistido da história da faixa. A reprise registrou 18,9 pontos. Teve média geral de 21,2 pontos, superando Um Lugar ao Sol e sendo a pior média do horário desde o início da medição eletrônica do IBOPE.

### Críticas
No terceiro capítulo, uma cena de romance e agressão entre Isis (Mariana Ximenes) e Guga (Allan Souza Lima) foi cortada durante a postagem do capítulo no Globoplay, mas levada ao ar normalmente na TV Globo. De acordo com a Globo, houve um erro técnico e a cena não estava prevista para ir ao ar no dia 11 de setembro de 2024, assim como muitas outras foram eliminadas ao longo dos dias. No entanto, com a divulgação do resumo dos capítulos 7 ao 12, marcados para irem ao ar no período de 16 a 21 de setembro, a Globo inseriu um aviso de possíveis mudanças de edição e o blogueiro Duh Secco, em um comentário em seu site, não só repudiou os cortes na novela, que tem sido considerados confusos para o entendimento do público desde a sua estreia, como postou o adiantamento de várias cenas da semana dois, indo ao ar fora das datas previstas.
Outro fator que foi alvo de críticas do público e da imprensa especializada, problema que também era recorrente com Um Lugar ao Sol (2021–22), foi as mudanças de horário devido às transmissões ao vivo das Eliminatórias da Copa do Mundo FIFA de 2026 e da fase final da Copa do Brasil de Futebol, somado as edições nos primeiros capítulos e o período eleitoral, causado pelas mudanças na programação com a exibição do horário político. Muitos consideraram um possível "erro de estratégia" como o fator principal para o desempenho ruim da novela. Visando tentar elevar os índices de audiência e evitar novas polêmicas, algumas alterações na novela foram realizadas. Uma delas foi o fato de Fátima (Mariana Santos) e Diana (Vanessa Bueno) se tornarem apenas melhores amigas e não terem algum caso amoroso, como estava previsto anteriormente, além da exclusão do enredo de namoro entre Volney (Paulo Rocha) e Bruna (Duda Batsow), tio e sobrinha.
A novela também passou a receber críticas internas por furos no roteiro, inclusive até mesmo de Ana Maria Braga. Durante o Mais Você do dia 11 de novembro, enquanto Ana conversava com Tati Machado em um dos momentos do programa onde são divulgados os resumos das novelas na semana, a apresentadora apontou uma falha na armação contra Viola. Nele, Braga afirmou que receitas são um domínio público e isso não é crime no país, já que no capítulo 58, Viola seria levada presa após bater em Luma com uma frigideira, acusando-a de plagiar uma de suas receitas. O questionamento acabou repercutindo nas redes sociais, onde até o público começou a apontar mais falhas de roteiro. No dia seguinte (12), enquanto Gabz era entrevistada no matinal, Ana Maria se explicou quanto ao seu questionamento e convidou João Emanuel Carneiro para participar da atração e explicar a novela. A atitude foi vista como um pedido da Globo para amenizar a situação, já que a fala da apresentadora repercutiu negativamente nos bastidores.
João Emanuel Carneiro pretendia criar uma torcida equilibrada entre os quatro protagonistas da trama sendo dois heróis clássicos - Viola e Rudá - e dois antagonistas nada clássicos e apaixonantes – Mavi e Luma. “De certa maneira, os quatro podem angariar nossos votos, nossa simpatia, por razões diferentes. Vai ser uma torcida muito dividida entre esses quatro” diz o autor.  Entretanto, similar a outras novelas como O Dono Do Mundo, os heróis, Viola e Rudá, receberam a rejeição do público devido ao enredo de traição que envolvia os personagens. Um abaixo assinado público nomeado “JEC mate o Rudá” chegou a se popularizar. Com a rejeição do protagonista, Carneiro decidiu matar o personagem na reta final. Em contrapartida, o romance entre Luma e Mavi caiu nas graças do público, especialmente após a falsa morte de Viola, quando Mavi, em busca de apoio, se reaproxima de Luma.
Gabz, intérprete de Viola, através de postagens nas redes sociais, fez um alerta sobre relacionamentos abusivos e violência doméstica contra a mulher após uma cena de embate entre Viola e Mavi em que a personagem citava as agressões psicológicas e patrimoniais cometidas pelo vilão. A atriz foi alvo de ataques racistas durante a trama, vindo especificamente de fãs do casal Luma e Mavi. Na reta final, a novela esvaziou a trajetória da protagonista Viola, gerando indignação do público.
Nos últimos capítulos, Carneiro investiu no retorno de Molina, que causou um impacto positivo no ibope da novela na reta final, dando maior destaque aos personagens de Adriana Esteves, Agatha Moreira e Chay Suede. Entretanto foi a terceira ocasião em que um personagem do folhetim revelou não estar verdadeiramente morto, sendo as outras duas ocasiões o retorno de Viola e o de Felipa, tornando o recurso repetitivo e sem criatividade, fazendo com que o texto fosse tratado como sem sentido. Já a cena que mostra Mércia numa boia furada sofrendo afogamento, enquanto Molina ignora a situação e manda a personagem se virar, acabou se tornando meme nas redes sociais, além de ser detonada por críticos especializados.

### Conteúdo transmídia
Logo no início da novela, alguns espectadores notaram e comentaram a semelhança entre a abertura da trama e o comercial de 1979 da marca de jeans brasileira Ellus, no qual ao som da primeira versão de "Mania de Você" (interpretada por Rita Lee) um casal mergulhava na água e tirava as roupas enquanto trocava beijos e carícias (cenas estas também exibidas na abertura da novela das 9, com adaptações), como se a vinheta fosse uma "homenagem" ou uma "referência" à propaganda dos anos 1970 (embora houvesse quem tenha considerado a peça produzida pela TV Globo um "plágio"). Numa comemoração aos 45 anos de lançamento de seu clássico e premiado comercial (o mesmo ganhou o Prêmio Profissionais do Ano (PPA) de 1979) e explorando a ideia e o visual trazidos pela telenovela, a confecção criou uma releitura da antiga campanha, chamada "Mania de Ellus", onde o ator Nicolas Prattes e outros modelos ilustram a Coleção Primavera Verão 2024/25 através de flashes e takes subaquáticos, divulgados nas redes sociais da empresa.